# Контр (Лоар и Шер)
Контр (фр. Contres) насеље је и општина у централној Француској у региону Центар (регион), у департману Лоар и Шер која припада префектури Блоа.
По подацима из 2011. године у општини је живело 3470 становника, а густина насељености је износила 96,15 становника/km². Општина се простире на површини од 36,09 km². Налази се на средњој надморској висини од 100 метара (максималној 129 m, а минималној 94 m).

## Демографија
| 1962. | 1968. | 1975. | 1982. | 1990. | 1999. | 2011. |
| ----- | ----- | ----- | ----- | ----- | ----- | ----- |
| 2.775 | 2.828 | 2.811 | 2.923 | 2.979 | 3.268 | 3.470 |

График промене броја становника у току последњих година